# Святослав Всеволодович (князь владимирський)
Святосла́в Все́володович (27 березня 1196 — 3 лютого 1252) — князь юр'євський (1214—1228 рр.), переяславський (1228 — до 1234? рр.), стародубський (1234—1238 рр.), суздальський (1238—1246 рр.), великий князь владимирський (1246—1252 рр.), син Всеволода Юрійовича Велике Гніздо і його дружини Марії. 

## Біографія
Чотирирічною дитиною Святослав був посаджений на князювання в Новгороді, де пробув, з перервою, до 1210 р. Незадовго до смерті батько дав Святославу Юр'єв-Польський і Городець. У війні Костянтина Всеволодовича і смоленських Ростиславичів проти інших Всеволодовичів Святослав воював на боці братів. Незважаючи на поразку Всеволодовичів, переможці залишили Святославу Юр'єв. При Юрії Всеволодовичу Святослав брав участь у багатьох військових походах: проти волзьких булгар, новгородців, лівонців і мордви (в 1222 р.). У 1228 р. Святослав отримав від Юрія Переяслав-Руський. 
Князь уцілів в битві на річці Сіті 4 березня 1238 року, отримав Суздаль від нового великого князя владимирського, Ярослава Всеволодовича, і правив там до 1246 р. У 1245 р Святослав їздив разом з Ярославом в Сарай за ярликом на княжіння, великий князь владимирський вирушив далі на схід, в ставку Великого хана, а Святослав повернувся в Суздаль.
Дізнавшись про смерть брата в Монголії, Святослав по праву старшого зайняв великий стіл, та роздав Ярославичам міста згідно із заповітом брата. Однак ті не хотіли бути підручними князями: у 1248 р. Михайло Ярославич Хоробрит наскоком зайняв Владимир і прогнав звідти дядька. У 1250 р Святослав зробив спробу повернути собі велике князювання, для чого відправився в Сарай, але нічого не домігся. Очевидно, князю був залишений Юр'єв-Польський, де він жив до самої смерті в пості і молитві. Похований Святослав Всеволодович в соборі святого великомученика Георгія, побудованому в 1230—1234, а над мощами його траплялися чудеса зцілення.
За старовинними святцями Святослав Всеволодович шанувався як святий

## Сім'я і діти
Дружина — княгиня Євдокія Давидівна Муромська, дочка князя Муромського Давида Юрійовича і його дружини княгині Февронії.
Свою дружину Євдокію князь Святослав відпустив в 1228 році в Борисоглібський монастир поблизу Мурома, де вона була пострижена в чернецтво 24 липня в свято Бориса і Гліба. У монастирі княгиня прожила до самої смерті і в ньому ж була похована, останки знаходяться там і зараз.
Мав сина Дмитра Святославича..